# イェッフーダ・サスポータズ
イェッフーダ・サスポータズ（Yehudit Sasportas、1969年 - ）は、イスラエルの芸術家である。
イスラエルとドイツで活躍した芸術家。1997年インゲボルグ・バックマン奨学金（Ingeborg Bachman Scholarship）受賞、1999年ネイサン・ゴッテスダイナー基金賞（Nathan Gottesdiener Foundation prize）受賞。

## 経歴
1969年アシュドッドで生まれ。初期の作品について、『アリサ』（1991年）と『ゴミ箱の目盛』（1996年）などのような家具の印象を題材にして、立体構造物を作ったものが多い。アシュドッドの住宅企画で両親の建築計画に着目し、彫刻と絵画を組み合わせて大型インスタレーションとして『大工と裁縫師』（2000年）を制作。2000年後、次第に森と沼など自然の画像を作品に入れて、隠喩を用いることもある。及び、映像芸術制作を始める。
2007年、イスラエルの代表としてイタリアで第52回ヴェネツィア・ビエンナーレ（The Guardians of the Threshold）に出品。

## 略歴
- 1988年 - 1989年、ベールシェバ視覚芸術学院
- 1989年 - 1993年、ベツァルエル美術デザイン学院、美術学士卒業。
- 1993年、ニューヨーク、クーパー連合美術学院、科学と美術学部
- 1997年 - 1999年、ベツァルエル美術デザイン学院、ファインアート修士

## 展覧会
- 2013年 七冬、エルサレム、イスラエル博物館。